# Jakob Domgörgen
Jakob Domgörgen (* 12. Oktober 1908 in Köln; † 4. Oktober 1966 ebenda) war ein deutscher Boxer.
Jakob Domgörgen boxte für den SC Colonia 06, wie sein älterer Bruder Hein. Er wurde in den Jahren 1924 (54 kg), 1925 (57 kg), 1926 und 1927 (60 kg) Deutscher Meister. 1927 wurde Domgörgen in Berlin Europameister im Leichtgewicht. Im Jahr darauf trat er zu den Profis über und bestritt seinen ersten Kampf in der heimischen Rheinlandhalle gegen den französischen Boxer Eugene Drouhin; der Kampf endete unentschieden. 1929 gewann er gegen Fritz Reppel den Deutschen Meistertitel im Leichtgewicht. Er gab diesen Titel ohne Kampf wieder ab. Am 5. Mai 1933 fand in Köln gegen den Kölner Willy Tabat sein letzter Boxkampf statt.